# 短吻錦燈魚
短吻锦灯鱼（学名：Centrobranchus brevirostris）为輻鰭魚綱燈籠魚目灯笼鱼科錦灯鱼属的鱼类。分布於西北太平洋區的日本海域，屬深海魚類，體長可達4公分。

## 扩展阅读
維基物種上的相關：短吻锦灯鱼